# Le peripezie di Persile e Sigismonda
Le peripezie di Persile e Sigismonda (titolo originale Los trabajos de Persiles y Sigismunda) è l'ultima opera di Miguel de Cervantes e venne pubblicata postuma nel 1617.
La prima edizione italiana attestata risale al 1626, pubblicata a Venezia da Bartolomeo Fontana, con il titolo 	Istoria settentrionale, de trauagli di Persile, e Sigismonda. Divisa in quattro libri. Di Michele di Cervantes Saavedra; nella quale senza interrompere il filo dell'istoria si leggono molti casi d'amore e di fortuna; ... Di nuouo dalla lingua castigliana nella nostra italiana tradotta, dal signor Francesco Ellio milanese.

## Trama
Il romanzo si apre con la dedica a Pedro Fernández de Castro ed un prologo, entrambi dominati dal presentimento della fine imminente. Esso è una sorta di riassunto delle direttive artistiche dello scrittore e rappresenta l'ultimo stadio dell'evoluzione spirituale dominato dall'idea controriformistica della vita che egli intende come un pellegrinaggio che lo condurrà al tranquillo porto della fede.
L'argomento dell'opera è incentrato sulle peripezie di Persile, principe di Tule, e di Sigismonda, figlia del re di Frislandia che, fingendosi fratello e sorella sotto i nomi di Periandro e Auristelia, vagano a lungo nel nord dell'Europa fino a giungere a Lisbona da dove, per via terra, si recano a Roma e concludono in questo luogo le sospirate nozze.

## L'opera
L'opera ebbe una lunga elaborazione. Secondo alcuni essa fu iniziata nel 1609, secondo altri nel 1599, e si riscontra una notevole differenza tra i primi due libri e gli ultimi così da far comprendere che il romanzo è stato concepito al di fuori dagli orientamenti dell'autore che, in quello stesso periodo, si stava esprimendo in opere di genere diverso.
Il romanzo è comunque fortemente inserito in tutta la restante produzione del Cervantes e rappresenta una nuova tappa di quella ricerca di una forma nuova che il romanzo bizantino dell'epoca richiedeva.
Il tema centrale del romanzo è ancora quello della peregrinazione come nei romanzi di cavalleria, anche se in questo caso essa veniva proiettata in un mondo fantastico e allegorico.
Nel prologo dell'opera Cervantes si autodefinisce "Escritor alegre", "regocijo de las musas", anche se il Persile non possiede la comicità del Quijote.

## Analisi e temi
Nel romanzo vi è il gusto della narrazione in una continua esuberanza di fantasia e linguaggio che lega le numerosissime storie in un'unità complessa.
I due protagonisti, incuriositi dai vari personaggi che incontrano, ascoltano i molteplici racconti di vite avventurose e strane e il romanzo è percorso dall'impazienza di tutti di raccontare la propria storia che, muovendosi dall'interno, confluisce nell'incontro casuale di Persile e Sigismonda.
Nell'opera il tema religioso è trattato secondo i canoni tridentini, ma rinuncia a una vera indagine psicologica e si incentra sulla molteplicità degli avvenimenti.
Un esempio è quello delle avventure di Antonio, un hidalgo spagnolo che militando nell'esercito di Carlo V si è fatto una discreta fortuna. Egli, tornato al paese e insultato da un nobile, reagisce ferendolo ed è costretto a scappare. Si reca in Portogallo con l'intenzione di recarsi in seguito in Inghilterra, quando, a causa di un litigio, viene espulso dalla nave e abbandonato su una piccola barca alla deriva. Sbattuto da una tempesta su un'isola selvaggia incontra una donna dalla quale avrà due figli. Dopo molti anni, per circostanze fortuite, incontra Persile e Sigismonda e insieme a loro lascia l'isola.
Molte sono state  e sono le interpretazioni date al romanzo, certo che preminente è nel Persile il valore di narrazione in sé e che accanto al motivo allegorico esiste il fascino del puro fiabesco, il desiderio di evadere da modelli letterari ormai vecchi e il gusto della molteplicità.

## Edizioni italiane
- Le avventure di Persiles e Sigismonda. Storia settentrionale; a cura di Aldo Ruffinatto, Collana Letteratura universale - Dulcinea, Marsilio Editori S.p.A. - Venezia 1996
- Le traversie di Persiles e Sigismunda; traduzione e note di Carlos Romero, Collana Grandi Scrittori, Ugo Mursia Editore s.r.l. - Milano 2016